# Reconstructor
Reconstructor è un programma che consente di personalizzare un'immagine ISO di Ubuntu.

## Caratteristiche
- Possibilità di personalizzare varie impostazioni (ad esempio splash screen iniziale (usplash), sfondo, Gnome Splash Screen, GNOME Display Manager).
- Possibilità di aggiungere nuovi compilatori.
- Possibilità di aggiungere repository personalizzati.
- Opzione per masterizzare l'immagine.